# Jelena Zrinski

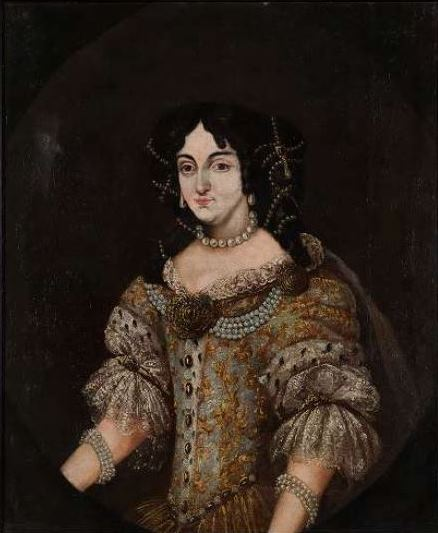
Jelena Zrinski (1643–1703)

Helena Zrinski (auch Helena Gräfin von Serin, ungarisch Zrínyi Ilona, kroatisch Jelena Zrinski; * 1643 in Ozalj, Komitat Modrus-Fiume, Königreich Ungarn; † 18. Februar 1703 in Nikomedia, Osmanisches Reich) war eine Gräfin aus dem kroatisch-ungarischen Adelsgeschlecht Zrinski. Sie engagierte sich im Kampf um die Befreiung Ungarns und Kroatiens von der habsburgischen Herrschaft.

## Leben
Helena Zrinski wurde als älteste Tochter des Peter Zrinski, Ban von Kroatien, und dessen Ehefrau Anna Katharina (geb. Frankopan) geboren. Ihre Eltern bekamen später noch die Töchter Judita Petronila und Aurora Veronika sowie den Sohn Johann Anton, den letzten männlichen Spross seines Geschlechts.
Am 1. März 1666 heiratete sie den ungarischen Adligen Franz I. Rákóczi. Die Trauung wurde auf der Rákóczi-Burg Zborov vom Erzbischof von Gran Georg Szelepcsényi vollzogen. Aus der Ehe entstammen die Kinder Georg (*/† 1667), Juliane Barbara (1672–1717) und Franz II. (1676–1735).
Der ungarische Adel, dem auch ihr Ehemann angehörte, widersetzte sich den absolutistischen Bestrebungen der Habsburger. Ungarische Hochadelige waren mit dem Friedensschluss von Eisenburg zwischen Kaiser Leopold. I. und dem osmanischen Sultan nach der siegreichen Schlacht bei Mogersdorf am 1. August 1664 unzufrieden gewesen, da den Osmanen trotz ihrer Niederlage weite Teile Ungarns und Kroatiens überlassen worden waren. Und so begann etwas später ein offener bewaffneter Konflikt, der als Magnatenverschwörung bekannt wurde. Die Anführer der Verschwörung waren Helena Zrinskis Vater Peter, dessen Schwager Fran Krsto Frankopan (1643–1671) und Franz. III. Graf Nádasdy (1622–1671), der oberste Kronrichter Ungarns. Peter Zrinski wurde 1671 für seine Beteiligung an der Verschwörung in Wiener Neustadt hingerichtet.
Nach dem Tod von Franz I. Rákóczi am 8. Juli 1676 früh verwitwet, heiratete Helena Zrinski am 15. Juni 1682 den um 14 Jahre jüngeren Emmerich Thököly (1657–1705), den späteren Fürsten von Siebenbürgen. Nach Erteilung der kaiserlichen Genehmigung wurde die Trauung in evangelischem Ritus vom lutherischen Pastor Miklós Lipóczy vollzogen. Die Hochzeit fiel im Hinblick auf die Adelskreise der damaligen Zeit bescheiden aus. Die Familie der Braut wurde durch Oberst Johann Zrinski vertreten. Den kaiserlichen Hof vertrat der Oberst Philipp Sanseverino Saponara. Die Komitate Sáros und die Stadt Bartfeld sandten ebenfalls Gesandte.
Mit Thököly zeichnete sich Helena Zrinski in den aufständischen Reihen aus, die vom Osmanischen Reich unterstützt wurden. Durch ihre Verteidigung der Plankenburg bei Munkatsch (ungarisch Munkács, heute Mukatschewo) gegen eine Belagerungsarmee der kaiserlichen Truppen zwischen 1685 und 1688 wurde sie berühmt. Nach Aufgabe der Burg im Jahre 1688 wurde sie gemeinsam mit ihrer Tochter Juliane in das Ursulinenkloster in Klagenfurt verbracht und dort interniert. Ihre Kinder wurden von ihr getrennt. Juliane kam unter die Vormundschaft des damaligen Primas von Ungarn und Erzbischofs von Gran Leopold Karl von Kollonitsch und der minderjährige Franz. II. wurde zur weiteren Erziehung in das Jesuitenkolleg nach Neuhaus in Böhmen gebracht.

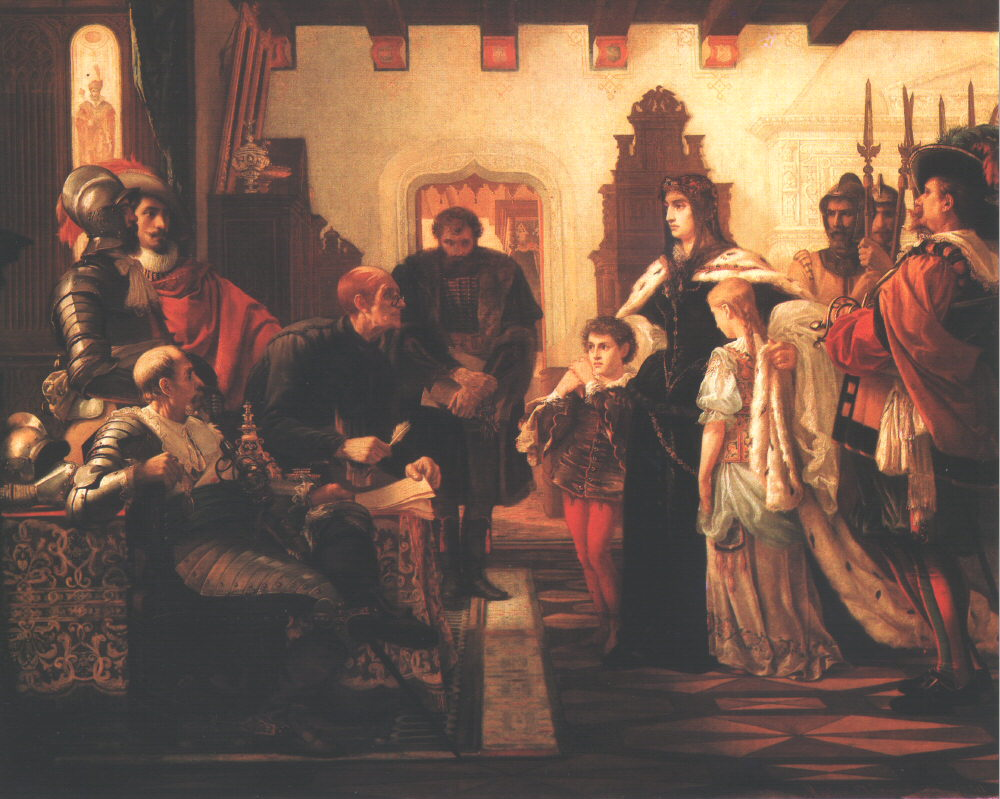
Helena Zrinski mit ihren Kindern Juliane und Franz. II. vor den Anklägern auf der Plankenburg (Historiengemälde von Viktor Madarász)

Anlässlich eines Kriegsgefangenenaustausches gegen den österreichischen Feldmarschall Donat Johann Heißler von Heitersheim, der nach der verlorenen Schlacht am 21. August 1689 bei Zernyest in die Gefangenschaft Thökölys geraten war, kehrte Helena Zrinski 1692 nach Ungarn zurück. Im Jahr 1699 musste sie als Folge des Karlowitzer Friedens, endgültig ins Exil in das Osmanische Reich gehen. Sie ließ sich bei ihrem zweiten Mann in Nikodemia nieder wo sie am 18. Februar 1703 starb. Ihre sterblichen Überreste wurden in der katholischen Saint-Benoit-Kirche von Konstantinopel bestattet. Auch ihr Sohn Franz II. Rákóczi wurde dort bestattet.

## Rezeption
Nach dem Österreichisch-Ungarischen Ausgleich im Jahr 1867 brach die Zeit des Dualismus an. Die ungarische Nation erinnerte sich nach über 150 Jahren an ihre früheren, im osmanischen Exil verstorbenen Helden. Die politischen Streitigkeiten zwischen Österreich und Altungarn ebbten ab, es begann eine Zeit der politischen Verständigung. Bereits 1873 richtete das Komitat Semplin eine Petition an das Ungarische Parlament, in der die Rückführung der Gebeine des Fürsten Rákóczi und seiner Mitstreiter aus dem osmanischen Exil gefordert wurde. Dieser Petition schlossen sich weitere Komitate und Freistädte an.
Daraufhin reiste im Jahr 1889 eine ungarische Delegation unter der Leitung des Abgeordneten Kálmán Thaly in das Osmanische Reich, um sich von der Unversehrtheit der sterblichen Überreste zu überzeugen. Am 7. Oktober 1889 wurden die Gräber von Helena Zrinski und Franz Rákóczi II. geöffnet, nachdem man vorher vom Patriarchen von Konstantinopel eine Genehmigung eingeholt hatte. Bei dieser Öffnung stellte man fest, dass beide Gräber unversehrt waren. Gleichzeitig fanden Verhandlungen mit der osmanischen Regierung über die Rückführung statt. Um die juristischen Hindernisse zu beseitigen, musste das ungarische Parlament die „Verbannungsverordnung“ Artikel XLIX, §§ 2 und 3 aus dem Jahr 1715 annullieren bzw. außer Kraft setzen, in der Franz II. Rákóczi und seine Mitstreiter als politische Feinde der Heimat deklariert worden waren. Der entsprechende Parlamentsbeschluss erfolgte am 23. Oktober 1906 und wurde einen Tag später von Kaiser Franz Joseph I. bestätigt. Damit waren alle Hindernisse, die einer Rückführung im Wege standen, beseitigt.
Die Särge wurden exhumiert und per Schiff über den Bosporus transportiert und dann in einen Sonderzug umgeladen. Diese Heimkehr gestaltete sich als triumphaler Empfang des toten Rákóczi durch Ungarn. Bereits unterwegs hielt der Zug an verschiedenen Stationen, wo unter großer Beteiligung der Bevölkerung Heilige Messen zelebriert und Gebete gesprochen wurden. Das erste Ziel des Zuges war Budapest, wo die Särge am 28. Oktober 1906 ausgeladen und in einer Prozession durch die Stadt zur St.-Stephans-Basilika gefahren wurden, wo ein feierliches Requiem stattfand.
Am 29. Oktober 1906 wurden die Särge von Helena Zrinski und Franz II. Rákóczi in das damals zum Königreich Ungarn gehörende Kaschau transportiert und unter großem Pomp in der zu diesem Zweck errichteten Gruft im Elisabeth-Dom beigesetzt. Weil Kaschau die „Rákóczi-Stadt“ und Zentrum der Kurutzenbewegung war, wurden auch die Überreste von Graf Anton Esterházy de Galántha (1676–1722 in Rododsto), des Kuruzenhauptmanns Miklós Sibrik († 1735 in Rododsto), des Kuruzengenerals Miklós Bercsényi (1665–1725 in Rodosto) und seiner Ehefrau, Gräfin Kristina Csáky in diese Stadt überführt und bestattet. Nur die sterblichen Überreste von Helena Zrinskis zweiten Ehemann Emmerich Thököly, des evangelischen „Kurutzenkönigs“, wurden in die Neue Evangelische Kirche von Kesmark überführt.
Die Beisetzung in Kaschau kann als eine der pompösesten Veranstaltungen des Königreichs Ungarns in der Zeit der Donaumonarchie bezeichnet werden und wurde als ein symbolischer Akt der nationalen Versöhnung zwischen Österreich und Ungarn verstanden.

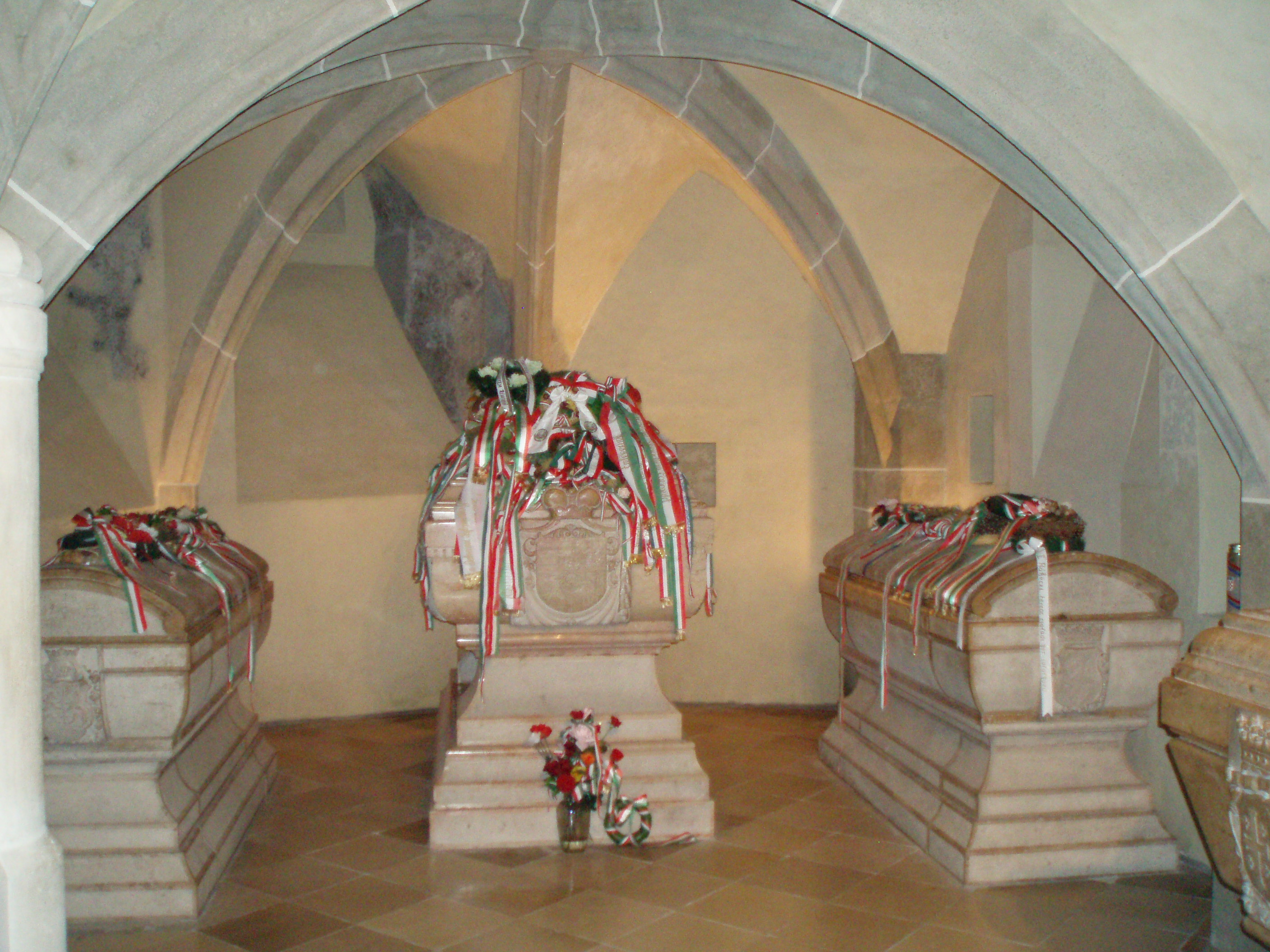
Die Rákóczi Gruft im Elisabeth-Dom zu Kaschau. In der Mitte der Sarkophag in dem Franz II. Rákóczi gemeinsam mit seiner Mutter Helena Zrinski und seinem Sohn Joseph bestattet wurde.

## Nachkommen
Aus der Ehe mit Franz I. Rákóczi entstammen drei Kinder:
- Georg (*/† 1667)
- Juliane Barbara (September 1672–26. Mai 1717) ⚭ am 24. Juni 1692 mit Ferdinand Robert von Aspremont-Lynden (1645–1708)
- Franz II. (27. März 1676–8. April 1735) ⚭ am 26. September 1694[4] mit Charlotte Amalie von Hessen-Wanfried (1679–1722)

Aus ihrer zweiten Ehe mit Emmerich Thököly gingen vier Kinder hervor, die jedoch alle im Kindesalter starben:
- István (* 1683)
- Erzsébet (*/† ?)
- N.N. (*/† ?)
- Zsuzanna (13. Oktober 1694 in Belgrad–1695 in Bulgarien)[5]

### Erzählungen
Die Thematik wurde in der ungarischen Literatur mehrfach aufgearbeitet. Die Schriftstellerin Szentmihályné Szabó Maria (1888–1982) schrieb über Zrinski eine Trilogie:
- Lórántffy Zsuzsanna (1938)
- Örök társak (1938)
- Zrínyi Ilona (1939)

Zsófia Dénes (1885–1987) schrieb den biographischen Roman Zrínyi Ilona (1959) und der ungarische Schriftsteller László Passuth (1900–1979) würdigte diese Zeit in seinem Buch Sasnak körme közöt (1956).